# Gare de Wingen-sur-Moder
La gare de Wingen-sur-Moder est une gare ferroviaire française de la ligne de Mommenheim à Sarreguemines, située sur le territoire de la commune de Wingen-sur-Moder, dans la collectivité européenne d'Alsace, en région Grand Est.
Elle est mise en service en 1895 par la Direction générale impériale des chemins de fer d'Alsace-Lorraine (EL) pendant l'annexions de l'Alsace-Lorraine.
C'est une halte voyageurs de la Société nationale des chemins de fer français (SNCF), desservie par des trains TER Grand Est.

## Situation ferroviaire
Établie à 231 mètres d'altitude, la gare de Wingen-sur-Moder est située au point kilométrique (PK) 29.980, de la ligne de Mommenheim à Sarreguemines, entre les gares ouvertes d'Ingwiller et de Tieffenbach - Struth. Ancienne gare de bifurcation, elle est l'origine de la Ligne de Wingen-sur-Moder à Saint-Louis-lès-Bitche et frontière (fermée), avant l'ancienne gare de Rosteig.

## Histoire
La gare de Wingen-sur-Moder est mise en service le 1er mai 1895 par la Direction générale impériale des chemins de fer d'Alsace-Lorraine (EL), lorsqu'elle ouvre à l'exploitation la section de Mommenheim à Kalhausen.
Le 21 juillet 1897 elle devient une gare de bifurcation lors de l'ouverture par EL de la courte antenne de Wingen-sur-Moder à Saint-Louis-lès-Bitche et frontière,

## Fréquentation
De 2015 à 2024, selon les estimations de la SNCF, la fréquentation annuelle de la gare s'élève aux nombres indiqués dans le tableau ci-dessous.
| Année                      | 2015    | 2016    | 2017    | 2018    | 2019    | 2020    | 2021    | 2022    | 2023    | 2024    |
| -------------------------- | ------- | ------- | ------- | ------- | ------- | ------- | ------- | ------- | ------- | ------- |
| Voyageurs                  | 131 362 | 129 989 | 130 779 | 128 401 | 121 851 | 90 890  | 117 977 | 142 127 | 142 903 | 150 209 |
| Voyageurs et non voyageurs | 164 203 | 162 486 | 163 474 | 160 501 | 152 314 | 113 613 | 147 471 | 177 659 | 178 628 | 187 762 |

## Service des voyageurs

### Accueil
Halte SNCF, c'est un point d'arrêt non géré (PANG) à accès libre. Elle est équipée d'un automate pour l'achat de titres de transport TER.

### Desserte
Wingen-sur-Moder est desservie par les trains TER Grand Est, de la Ligne Strasbourg - Sarreguemines - Sarrebruck.

### Intermodalité
Un parking pour les véhicules y est aménagé.
En complément de la desserte ferroviaire, elle est desservie par des cars TER Grand Est : Ligne Strasbourg - Sarreguemines - Sarrebruck et Ligne Saverne - Obermodern - Frohmuhl (Lavoir).